# Accademia vocale di Genova
L'Accademia Vocale di Genova è un'associazione musicale che si occupa della formazione musicale nell'ambito della polifonia corale. È stata fondata nel 1995 da Roberta Paraninfo, che attualmente è la direttrice di tutte le formazioni corali, oltre che presidente dell'Accademia.
L'Accademia Vocale di Genova si pone l'obiettivo di accompagnare fin dalla tenera età i coristi tramite il graduale passaggio attraverso esperienze corali sempre più complesse ed avvincenti, con la convinzione che l'Arte sia una componente essenziale per la crescita della persona e che la musica d'insieme, il canto corale in particolare, aiuti a formare individui migliori.
Per fare ciò, l'Accademia conta cinque formazioni:
- Genova Vocal Ensemble: gruppo vocale a voci pari, il più antico e prestigioso dell'Accademia.
- JanuaVox: coro a voci miste.
- Sibi Consoni: coro giovanile a voci miste.
- Giovani Cantori: coro giovanile, coro a voci pari: mira all'approfondimento della pratica vocale e corale attraverso i repertori di varie epoche.
- Piccoli Cantori: coro di voci bianche, che costituisce l'avvio alla polifonia vocale per bambini dai 6 ai 12 anni.
- Senior Singers: coro a voci miste per i genitori dei coristi delle altre formazioni dell'Accademia.

## Storia
L'Accademia Vocale di Genova nasce nel 1994 dall'idea di Roberta Paraninfo di creare una realtà locale con la quale portare avanti un progetto musicale. Inizialmente l'accademia raccoglie intorno a sé poche unità di bambini, ma nel giro di pochi mesi la formazione da lei fondata diventa un vero e proprio coro e viene così creato il Genova Vocal Ensemble.l'Accademia.
Con il passare degli anni, il coro di voci bianche si trasforma in un coro giovanile a voci pari femminili che nel tempo acquisisce esperienza, creando un gruppo compatto che, a partire dai primi anni 2000, riesce ad ottenere riconoscimenti prestigiosi, in Italia e all'estero tra i cori giovanili e non solo.
Negli anni successivi, si sente dalla necessità di allargare questa realtà ad altre fasce di età e ad altri tipi di voce, prende forma il coro giovanile a voci miste JanuaVox, formato dal Genova Vocal Ensemble arricchito dai timbri maschili dei tenori e dei bassi che, negli anni, acquisisce autonomia ed identità proprie.
In seguito nascono i Piccoli Cantori, una nuova formazione a voci bianche, i Giovani Cantori, coro giovanile a voci pari e successivamente anche misto, e i Senior Singers: coro misto di adulti andando così ad allargare la realtà musicale nata dall'idea della maestra Paraninfo.
Ogni anno l'Accademia organizza un concerto nel periodo natalizio in una chiesa di Genova e in quell'occasione si esibiscono tutte e cinque le formazioni. Nel corso dell'anno le diverse formazioni vengono invitate a cantare in rassegne e concerti in Italia e all'estero e partecipano a concorsi nazionali ed internazionali.